# Хатчисон, Линн
Линн Хатчисон (англ. Lynne Hutchison, родилась 10 ноября 1994 года в Токио, Япония) — английская спортсменка по художественной гимнастике. Представляла Англию на играх Содружества в 2010 году в Дели, Индия, где завоевала бронзовую медаль в командном зачете. Выступала за команду Великобритании на летних Олимпийских играх 2012 года в Лондоне, Великобритания.

## Биография
Хатчисон родилась в Токио от британского отца Брайана и японской матери Кунико. Семья переехала в Великобританию, когда девочке было два года. Во время учёбы в начальной школе в поселке Combe Down она была приглашена на тренировки в спортзал главным тренером городского гимнастического клуба Сарой Мун. Хатчисон в этот же день начала тренироваться в клубе с Francesca Fox, которая впоследствии также представляла Великобританию на летних Олимпийских играх 2012 года. Позже Хатчисон училась в King Edward’s School, Bath, а тренировалась в университете University of Bath.
На чемпионате Европы в 2010 году была 21-й, на чемпионате Европы 2012 года была 16-й.
В 2012 году Линн Хатчисон выступала за команду Великобритании на летних Олимпийских играх 2012 года в Лондоне, Великобритания.